# 小児神経学
小児神経学（しょうにしんけいがく）は、小児科学の一分野であり、小児の発達および神経・筋疾患などについて研究する学問である。

## 概要
医療機関において、この分野に属する疾患の診療を担当する科は小児神経科（しょうにしんけいか）と呼ばれる。欧米では神経内科医がオーバーラップして専門家となる事が多いが、日本では小児科医がさらなる分科としてマスターする事が多い。
小児科の分科には他に専門医の存在する科では新生児科、小児循環器科、無い物でも内分泌科、代謝科、感染科、免疫科、小児救急科などを標ぼうすることもある。中でも小児神経科は最も多くの種類の病気を抱え専門的なトレーニングが必要と言う観点から早くに研究会が発足し独立した。

## 主な分類
小児神経疾患は種類が非常に多く現時点でも病名が数千種類存在する。また広義には筋疾患、発達障害、奇形症候群を含む。その中での分類ははっきりしたものが定まっていないが例として以下に挙げる。
発達障害
精神発達遅滞、広汎性発達障害（PDD）、注意欠陥多動性障害（ADHD）、学習障害（LD）、自閉症（自閉性障害）。比較的話題になりやすいアスペルガー症候群（アスペルガー障害）は自閉性障害のなかでも言語発達が良好なもの、また高機能自閉症は精神発達遅滞のない自閉症に対して用いられる。
てんかん、発作性疾患
てんかんとしては、中心・側頭部に極波をもつ良性小児てんかん（BECT、BECCT、ローランドてんかん）、後頭部に突発波をもつ良性小児てんかん（CEOP：この中にはパナイオトポロス型、ガストー型に2分類される）、小児欠神てんかん（小発作、アブサンス）、点頭てんかん（ウエスト症候群とほぼ同義）などが比較的高頻度に見られる。
発熱した乳児に良く認める熱性痙攣は痙攣発作を起こすがてんかんとは異なる。泣きいりひきつけ（憤怒痙攣）もてんかんではない。
中枢神経系における感染・免疫異常
脳炎、ウイルス性急性脳症、細菌性髄膜炎、ウイルス性髄膜炎、急性散在性脳脊髄炎、多発性硬化症など。代表的なものとして日本脳炎、インフルエンザ脳症、単純ヘルペス脳炎などがあげられる。
神経皮膚症候群
結節性硬化症、神経線維腫症1型、スタージ・ウェーバー症候群など。
先天代謝異常による神経変性疾患
下記にはそれぞれ疾患をたくさん含んでいるが煩雑となるので分類だけ記載する。糖原病、アミノ酸代謝異常、有機酸代謝異常、リソゾーム病、ムコ多糖症、金属代謝異常（ウイルソン病、メンケス病）、核酸代謝異常、ペルオキシゾーム病、ミトコンドリア病、セロイドリポフスチノーシス、脊髄小脳変性症、先天性グリコシル化異常症、大脳白質変性症など。
脳血管障害
もやもや病、急性小児片麻痺、動静脈奇形など。
脳腫瘍
星細胞腫、神経節膠腫、PNET、脈絡叢乳頭腫、頭蓋咽頭腫、視床下部過誤腫など。
脳性まひ
脳が原因で随意運動の障害が生じる疾患。痙直型脳性まひ、アテトーゼ型脳性まひ、混合型脳性まひ、失調型脳性まひに分けられる。脳性まひ＝精神遅滞のような誤解が多いが、随意運動の異常が定義であって知能は定義ではない。アテトーゼ型では大脳基底核に病気の首座があり、新生児期に黄疸が強かったために生じる核黄疸では知能障害のない運動障害の例も多い。
筋疾患
筋肉が徐々に破壊されていく筋ジストロフィー、四肢の遠位（前腕、下腿）から侵される遠位型ミオパチー、筋強直症候群（先天性強直性ジストロフィーなど）、生まれつき筋力に問題のある先天性ミオパチーなどがあり、筋疾患のなかには上記の代謝疾患（糖原病）や内分泌異常、ミトコンドリア病もオーバーラップする。また神経が原因で筋に萎縮を起こす脊髄性筋萎縮症（SMA）、筋萎縮性側索硬化症、遺伝性運動・感覚ニューロパチーなども分け方によっては含まれる（下記の末梢神経障害に含むことも多い）。比較的話題になるデュシェンヌ型筋ジストロフィー（DMD）は名前の通り筋ジストロフィーに分類される。
頭痛
片頭痛、緊張型頭痛など。
末梢神経障害
脊髄性筋萎縮症、ギラン・バレー症候群、慢性炎症性脱髄型多発ニューロパチー、遺伝性運動・感覚ニューロパチーなど。

## 沿革
- 教育機関としては、1966年、東京大学医学部 保健学科 母子保健学[2]が設置され、小児神経学などの研究、教育が始まる。
- 大学病院診療科としては、1971年、鳥取大学医学部附属病院が脳神経小児科を開設した。